# Boarmia nigra
Boarmia nigra là một loài bướm đêm trong họ Geometridae.